# Piet Ikelaar
Petrus "Piet" Gerardus Ikelaar, més conegut com a Piet Ikelaar (Amstelveen, 2 de gener de 1896 - Zaandam, 25 de novembre de 1992) va ser un ciclista neerlandès, que fou professional entre 1921 i 1931.
Va prendre part en els Jocs Olímpics d'Anvers de 1920, guanyant dues medalles de bronze: en els 50 kilòmetres, sols superat per Henry George i Cyril Alden; i en tàndem, fent parella amb Frans de Vreng. En aquests mateixos Jocs també va participar en quatre altres proves, aconseguint en tres d'elles un diploma olímpic. En la contrarellotge per equips i la persecució per equips acabà el sisè, en la contrarellotge individual fou vuitè i en velocitat individual quedà eliminat en la segona repesca.

## Palmarès
- 1918
  -  Campió dels Països Baixos en ruta amateur
- 1919
  -  Campió dels Països Baixos en ruta amateur
- 1920
  -  Campió dels Països Baixos en ruta amateur
- 1923
  -  Campió dels Països Baixos en ruta
- 1924
  -  Campió dels Països Baixos en ruta